# 明石家紅白!
『明石家紅白!』（あかしやこうはく）は、2016年からNHK総合テレビで放送されている音楽特別番組である。司会を務める明石家さんまの冠番組。正式な番組タイトルは『第○回明石家紅白!』。

## 概要
明石家さんまとしてはNHK初となる冠番組。さんまは1985年前期の連続テレビ小説『澪つくし』に出演歴はあるものの、そこから2013年放送の特別番組『TV60 NHK×日テレ 60番勝負』にサプライズ出演するまでNHKとは疎遠となっており、NHKの番組に本格的に出演する久々の番組ともなっている。画面右上にタイトルロゴとその回の数字、ロゴの下に小さく「さんま×NHK」と記載されている。
フォーク、歌謡曲からアイドルまで、音楽通だと話すさんまが自分なりの『紅白歌合戦』を開催。「さんまが好きなアーティスト」「聴きたい歌」「会いたい話題の人」を紹介、歌とトークで盛り上がる。番組の最後にはさんまが総評し、勝敗を決定する。これまでの勝敗は紅9勝、白7勝（第16回終了時点）。
スタジオセットは全出演者が座れるリビング風のセットとなっており、トークパートは出番前のアーティストが最前列にあるソファーでさんまとトークし、出番待ちのアーティストは後列で待機してさんまに随時話題を振られるというトーク番組の要素も併せ持っている。

### 第1回について
第1回の放送はさんまにとって久々のNHKへの本格的番組出演であったこと、放送日が「本家」である『第67回NHK紅白歌合戦』放送の約1か月前である2016年11月24日であったこと、さんまが2016年末での解散を発表したSMAPのメンバーと親交が深かったことなどから、スポーツ報知が「さんまが第67回NHK紅白歌合戦に応援ゲストとして出演濃厚」と報じる事態となった。これについてさんまは、同年11月12日に自身が出演するMBSラジオ『ヤングタウン』で「マスコミが紅白濃厚か、って書いてたんですけども、司会なんてするわけもないし。（紅白出たら年末年始恒例の）オーストラリアも行かれへんし」「オレは紅白やらないからね」と明言する一方で、「もしやるとしたら、来年か、再来年か」「スタッフがかぶってるからな」と2017年以降の紅白歌合戦出演については完全否定しなかった。
なお、第1回放送当日である2016年11月24日の放送時間前に『第67回NHK紅白歌合戦』の出場歌手が発表されており、本番組出演アーティストであるいきものがかりが紅組で9年連続出場、欅坂46が紅組で初出場。ピコ太郎は企画枠で出演した。

### 第1回放送後と第2回以降
第1回放送から半年後、2017年6月10日 0時55分 - 3時（9日深夜）に『第1回明石家紅白!拡大版』として、初回放送で放送時間の都合でカットしたトーク部分を加え、『第2回明石家紅白!』宣伝スポットと告知テロップを随時挿入し、再放送を行った。ピコ太郎らが『第67回NHK紅白歌合戦』に出演時の様子はVTR、いきものがかりが活動休止となっていることはナレーションで、初回放送時と再放送時で異なる部分も追加して放送。但し拡大版は第1回のみであり、第2回以降は放送されていない。
2017年6月26日、上記拡大版後、第2弾『第2回明石家紅白!』放送。更に同年12月18日に、第3弾『第3回明石家紅白!』放送。
2018年4月30日、第4弾『第4回明石家紅白!』（19:30 - 20:53）が放送、過去最長となる83分で構成。同年2018年12月22日に、第5弾『第5回明石家紅白!』が放送（19:30 - 20:43）。
2019年6月15日に、第6弾『第6回明石家紅白!』が放送（19:30 - 20:43）。同年2019年12月21日（19:30 - 20:43）に第7弾『第7回明石家紅白!』を放送。この回は10月23日に渋谷・NHKホールで公開収録が行われた。第1回に登場した、いきものがかりとLittle Glee Monsterが2度目の出演。
2020年6月22日には新型コロナウィルスの影響（感染拡大による外出自粛）により、初の特別編を放送。各ジャンルの大賞をさんま自身が決定。「明石家紅白!大賞」は、「小林幸子」が受賞（収録後に小林に大賞のトロフィーを贈呈）。同年12月19日に第8弾『第8回明石家紅白!』が放送（19:30 - 20:43）された。第1回出演の欅坂46は今回出演前10月に櫻坂46に改名。本番組3組目となる2度目の出演を果たした。
2021年7月10日に第9弾『第9回明石家紅白!』が放送（19:30 - 20:43、北海道地域は後日放送）、同年12月18日に第10弾『第10回明石家紅白!』が放送（19:30 - 20:43）された。

## 放送データ
- 視聴率は関東地区・世帯・リアルタイム（ビデオリサーチ調べ）。

| 回     | 放送日         | 曜日   | 放送時間      | 優勝 | 視聴率 | 備考     |
| ------ | -------------- | ------ | ------------- | ---- | ------ | -------- |
| 1      | 2016年11月24日 | 木曜日 | 19:30 - 20:43 | 紅組 | 10.2%  |          |
| 2      | 2017年6月26日  | 月曜日 | 19:30 - 20:43 | 白組 | 10.1%  |          |
| 3      | 2017年12月18日 | 月曜日 | 19:30 - 20:43 | 紅組 | 8.8%   |          |
| 4      | 2018年4月30日  | 月曜日 | 19:30 - 20:53 | 紅組 | 6.9%   |          |
| 5      | 2018年12月22日 | 土曜日 | 19:30 - 20:43 | 白組 | 5.5%   |          |
| 6      | 2019年6月15日  | 土曜日 | 19:30 - 20:43 | 白組 | 7.5%   | [ 注 7 ] |
| 7      | 2019年12月21日 | 土曜日 | 19:30 - 20:43 | 紅組 | 5.3%   | [ 注 9 ] |
| 特別編 | 2020年6月27日  | 土曜日 | 19:30 - 20:43 | なし | 6.8%   |          |
| 8      | 2020年12月19日 | 土曜日 | 19:30 - 20:43 | 白組 | 7.7%   |          |
| 9      | 2021年7月10日  | 土曜日 | 19:30 - 20:43 | 紅組 | 7.1%   |          |
| 10     | 2021年12月18日 | 土曜日 | 19:30 - 20:43 | 紅組 | 7.6%   |          |
| 11     | 2022年7月30日  | 土曜日 | 19:30 - 20:48 | 白組 | 6.4%   |          |
| 12     | 2022年12月17日 | 土曜日 | 19:30 - 20:48 | 紅組 | 5.8%   |          |
| 13     | 2023年8月5日   | 土曜日 | 19:30 - 20:48 | 紅組 | 5.1%   |          |
| 14     | 2023年12月25日 | 月曜日 | 19:30 - 20:42 | 紅組 |        |          |
| 15     | 2024年8月12日  | 月曜日 | 19:32 - 20:55 | 白組 | 7.0%   |          |
| 16     | 2024年12月23日 | 月曜日 | 19:30 - 20:42 | 白組 | 5.4%   |          |

## 出演者

### 司会
- 明石家さんま

### ナレーター
- 服部伴蔵門

## 出場歌手
- 太字はその年のNHK紅白歌合戦に出場した歌手。

### 2016年

#### 第1回
| 紅組                | 紅組                        | 白組       | 白組               |
| 歌手名              | 曲目                        | 歌手名     | 曲目               |
| ------------------- | --------------------------- | ---------- | ------------------ |
| いきものがかり      | じょいふる                  | 泉谷しげる | 春夏秋冬           |
| 欅坂46              | サイレントマジョリティー    | ピコ太郎   | PPAP               |
| 八代亜紀            | 舟唄                        | 槇原敬之   | 世界に一つだけの花 |
| Little Glee Monster | しあわせって何だっけ みかん | N/A        | N/A                |

出典

### 2017年

#### 第2回
| 紅組                                                | 紅組                         | 白組     | 白組                           |
| 歌手名                                              | 曲目                         | 歌手名   | 曲目                           |
| --------------------------------------------------- | ---------------------------- | -------- | ------------------------------ |
| 阿木燿子、宇崎竜童、三浦祐太朗「プレイバックPart2」 |                              |          |                                |
| 森高千里                                            | 二人は恋人 渡良瀬橋 気分爽快 | 宇崎竜童 | 港のヨーコ・ヨコハマ・ヨコスカ |
| Dream Ami                                           | はやく逢いたい               | 三浦大知 | Cry & Fight                    |
| N/A                                                 | N/A                          | ゆず     | 栄光の架橋 夏色                |

出典
- 山口百恵に多数の楽曲を提供した阿木燿子・宇崎竜童と、山口の実息である三浦祐太朗の3人が出演。

#### 第3回
| 紅組       | 紅組         | 白組                       | 白組          |
| 歌手名     | 曲目         | 歌手名                     | 曲目          |
| ---------- | ------------ | -------------------------- | ------------- |
| 大竹しのぶ | キライナヒト | 西川貴教（T.M.Revolution） | HIGH PRESSURE |
| 乃木坂46   |              | 高橋優                     | 糸            |

出典
- さんまと大竹しのぶは、高橋優が作詞・作曲したオリジナル曲を披露した。

### 2018年

#### 第4回
| 紅組       | 紅組                                       | 白組         | 白組                         |
| 歌手名     | 曲目                                       | 歌手名       | 曲目                         |
| ---------- | ------------------------------------------ | ------------ | ---------------------------- |
| AKB48      | 365日の紙飛行機 恋するフォーチュンクッキー | 竹原ピストル | Amazing Grace                |
| 森山良子   | 涙そうそう さとうきび畑                    | 山崎育三郎   | キャッツ 美女と野獣 アラジン |
| 由紀さおり | 手紙 夜明けのスキャット                    | N/A          | N/A                          |

出典
- この回からバックバンド「去年ズ」を新たに投入。

#### 第5回
| 紅組       | 紅組       | 白組          | 白組                         |
| 歌手名     | 曲目       | 歌手名        | 曲目                         |
| ---------- | ---------- | ------------- | ---------------------------- |
| 石川さゆり | かくれんぼ | King & Prince |                              |
| Kiroro     |            | Toshl         | 赤いスイートピー 糸 天城越え |
| N/A        | N/A        | HY            | 366日                        |

出典
- 石川さゆりは、水野良樹（いきものがかり）とコラボを行った。
- Toshlは、さんまと約25年ぶりの共演を果たした。
- King & Princeは、放送当時パニック障害治療のため休養中だった岩橋玄樹も含めメンバー全員で出演（収録時点では公表・休養に入る前だったため）した。

### 2019年

#### 第6回
| 紅組     | 紅組       | 白組               | 白組         |
| 歌手名   | 曲目       | 歌手名             | 曲目         |
| -------- | ---------- | ------------------ | ------------ |
| 大黒摩季 | ら・ら・ら | 郷ひろみ           | 2億4千万の瞳 |
| SHISHAMO |            | ゴスペラーズ       | ひとり       |
| 日向坂46 | キュン     | ゴールデンボンバー | 女々しくて   |

出典
- さんまと同年代である郷ひろみ（共に1955年生まれ）が久々の再会を果たす。郷が出演した1972年放送の大河ドラマ『新・平家物語』の映像などを紹介した。
- ゴールデンボンバーは大ヒット曲「女々しくて」でパフォーマンスを披露し、4人全員がパンツ一丁で白粉まみれとなった（本家紅白の発表会見用セットに似た紅白模様のセットが登場したが、紅白の水玉模様とともに本番組のロゴを使用）。
- SHISHAMOがこの日披露した「明日も」は、プロサッカーJリーグ・川崎フロンターレの応援歌として愛用されていることがVTRを交えて紹介された。

#### 第7回
| 紅組                | 紅組                         | 白組       | 白組                   | 特別ゲスト | 特別ゲスト |
| 歌手名              | 曲目                         | 歌手名     | 曲目                   | 歌手名     | 曲目       |
| ------------------- | ---------------------------- | ---------- | ---------------------- | ---------- | ---------- |
| いきものがかり      | じょいふる                   | 甲斐バンド | 最後の夜汽車           | 小林幸子   |            |
| 工藤静香            | 慟哭                         | Toshl      | ボヘミアン・ラプソディ | Foorin     | パプリカ   |
| Little Glee Monster | 世界はあなたに笑いかけている | N/A        | N/A                    | N/A        | N/A        |

出典
- 出演者全7組中、初出演は特別ゲスト枠を含む4組。
- 今回より特別ゲスト枠を新設、小林幸子とFoorinの2組が出演した[注 21]。

### 2020年

#### 特別編
| 特別ゲスト | 明石家紅白!大賞 |
| ---------- | --------------- |
| LiSA       | 小林幸子        |

- 番組史上初となる「明石家紅白!大賞」を発表。過去7回の放送から、さんまが5部門から独断でNo.1を選定し、その中から大賞を決定。
  - 「ベストコラボ賞」：三浦祐太朗×宇崎竜童
  - 「ベストハプニング賞」：小林幸子
  - 「ベスト迷言賞」：Dream Ami
  - 「ベストウーマン賞」：工藤静香
  - 「ベストパフォーマンス賞」：甲斐バンド
- LiSAが歌手ゲストとして唯一出演、「紅蓮華」を熱唱した。
- 本来なら第8回を開催するところだが、新型コロナウイルスの影響によりこれまでと同様の収録が難しく、特別編として、趣向を変えて放送した。なお、CT-101スタジオで収録された。
- 「明石家紅白!大賞」を受賞した小林に後日、スタッフからトロフィーが届けられた。

#### 第8回
| 紅組     | 紅組                     | 白組     | 白組 |
| 歌手名   | 曲目                     | 歌手名   | 曲目 |
| -------- | ------------------------ | -------- | ---- |
| 坂本冬美 | ブッダのように私は死んだ | 純烈     |      |
| 櫻坂46   |                          | 瑛人     |      |
| N/A      | N/A                      | Snow Man |      |

出典
- 純烈は白川裕二郎が入院中のため欠席し、酒井一圭・小田井涼平・後上翔太の3人での出演となった。本家紅白の第71回にはメンバー全員で出場した。

### 2021年

#### 第9回
| 紅組     | 紅組         | 白組        | 白組         |
| 歌手名   | 曲目         | 歌手名      | 曲目         |
| -------- | ------------ | ----------- | ------------ |
| 斉藤由貴 | 卒業         | THE ALFEE   | 真赤なウソ   |
| 花澤香菜 |              | Kis-My-Ft2  | Everybody Go |
| 稲垣来泉 | イメージの詩 | Creepy Nuts | バレる！     |

- 稲垣来泉は、さんまプロデュースのアニメ映画『漁港の肉子ちゃん』主題歌の「イメージの詩」を歌唱した。さらに、同楽曲のサウンドプロデュースを担当したHIDE（GReeeeN[注 24]）がメッセージ出演[29]。

#### 第10回
| 紅組   | 紅組      | 白組     | 白組                   |
| 歌手名 | 曲目      | 歌手名   | 曲目                   |
| ------ | --------- | -------- | ---------------------- |
| AI     | ハピネス  | 鈴木雅之 | ロンリー・チャップリン |
| NiziU  | Chopstick | DISH//   | 猫                     |
| milet  | Fly High  | N/A      | N/A                    |

### 2022年

#### 第11回
| 紅組       | 紅組             | 白組     | 白組         |
| 歌手名     | 曲目             | 歌手名   | 曲目         |
| ---------- | ---------------- | -------- | ------------ |
| 大黒摩季   | 夏が来る         | 郷ひろみ | よろしく哀愁 |
| BiSH       | プロミスザスター | 香取慎吾 | 今夜最高ね   |
| 緑黄色社会 | キャラクター     | DA PUMP  | U.S.A.       |

- 香取慎吾は、さんまと7年ぶりに共演した[30]。第11回放送から約3ヶ月後の2022年10月29日には、香取が本番組に出演した恩返しとしてさんまが『ワルイコあつまれスペシャル』にゲスト出演を果たした。

#### 第12回
| 紅組       | 紅組        | 白組                | 白組                                 |
| 歌手名     | 曲目        | 歌手名              | 曲目                                 |
| ---------- | ----------- | ------------------- | ------------------------------------ |
| 工藤静香   | Blue Velvet | 井上芳雄            | メモリー 雨に唄えば アミダばばあの唄 |
| 天童よしみ | 道頓堀人情  | 清塚信也            | メモリー 雨に唄えば アミダばばあの唄 |
| N/A        | N/A         | JO1                 | SuperCali                            |
| N/A        | N/A         | FUNKY MONKEY BΛBY'S | ありがとう                           |

- 清塚信也と井上芳雄は、ミュージカルアレンジをした「アミダばばあの唄」を披露した[31]。
- FUNKY MONKEY BΛBY'Sは、さんまがCDジャケット写真になった「ありがとう」を歌唱した[31]。

### 2023年

#### 第13回
| 紅組                   | 紅組                | 白組      | 白組               |
| 歌手名                 | 曲目                | 歌手名    | 曲目               |
| ---------------------- | ------------------- | --------- | ------------------ |
| 新しい学校のリーダーズ | オトナブルー マ人間 | 斉藤和義  | 歩いて帰ろう       |
| ano                    | ちゅ、多様性。      | Saucy Dog | 現在を生きるのだ。 |
| 絢香                   | 三日月              | 三浦大知  | Blizzard           |
| ハマいく               | ビートDEトーヒ      | N/A       | N/A                |

- 新しい学校のリーダーズは、「アミダばばあの唄」の振り付けに挑戦した[32]。

#### 第14回
| 紅組               | 紅組                         | 白組           | 白組         |
| 歌手名             | 曲目                         | 歌手名         | 曲目         |
| ------------------ | ---------------------------- | -------------- | ------------ |
| いきものがかり     | ときめき                     | SUPER BEAVER   | 名前を呼ぶよ |
| Awich              | かくれんぼ                   | スキマスイッチ | 奏（かなで） |
| 水曜日のカンパネラ | エジソン 聖徳太子 SPメドレー | BE:FIRST       | Shining One  |

- いきものがかりは、4年ぶりにさんまと共演した[33]。

### 2024年

#### 第15回
| 紅組                | 紅組          | 白組       | 白組            |
| 歌手名              | 曲目          | 歌手名     | 曲目            |
| ------------------- | ------------- | ---------- | --------------- |
| 岩崎宏美            | ロマンス      | TUBE       | きっと どこかで |
| 木村カエラ          | リルラ リルハ | 西川貴教   | FREEDOM         |
| 高嶋ちさ子          | 威風堂々      | 南こうせつ | 神田川          |
| 水谷千重子×浜ローズ | まそおの月    | N/A        | N/A             |

- 友近とマツコ・デラックスの友人であるという演歌歌手ユニットの水谷千重子×浜ローズは、テレビ初登場[34]。
- 高嶋ちさ子は、12人のヴァイオリニストと共演した[34]。

#### 第16回
| 紅組       | 紅組       | 白組           | 白組           |
| 歌手名     | 曲目       | 歌手名         | 曲目           |
| ---------- | ---------- | -------------- | -------------- |
| ME:I       | Click      | Omoinotake     | 幾億光年       |
| 水森かおり | 大和路の恋 | こっちのけんと | はいよろこんで |
| N/A        | N/A        | 新浜レオン     | 全てあげよう   |

## スタッフ
- 製作・著作：NHK